# 中國中鐵
- 關於中华人民共和国一家中央企业、中国中铁的母公司，請見「中国铁路工程集团」。
- 關於中华人民共和国一家铁路装备制造企业，請見「中国中车」。
- 關於中华人民共和国一家铁路运输企业，請見「中国国家铁路集团」。
- 關於中华人民共和国一家基础设施建设企业，請見「中国铁建」。

中國中鐵股份有限公司（英語：China Railway Group Limited），簡稱中國中鐵，又名CREC（母公司的英文縮寫），是中華人民共和國的國有上市公司。公司控股股東為中国铁路工程集团（簡稱中鐵工），是集勘察設計、施工安裝、房地產開發、工業製造、科研諮詢、工程監理、資本經營、金融信託和外經外貿於一體的多功能、特大型國有企業集團，屬中華人民共和國國務院國資委監管的中央企業直屬企業。它是全球第三大建築企業、亞洲和中國最大鐵路及橋隧建設承建商，在中國大陸享有龍頭建築企業地位，並且在海外（主要是東南亞及非洲國家）負責大型基建項目。在2011年财富世界500强中排名第95位。

## 歷史
中國中鐵的母公司中國鐵路工程集團（簡稱中鐵工，前稱中國鐵路工程總公司），與中国铁道建筑总公司（簡稱「中鐵建」），曾經同為中华人民共和国铁道部旗下部門，故此兩個集團同時有「中鐵＋（數字）＋局/院」為命名的子公司。現時，中鐵工、中鐵建已脫離铁道部，改為隸屬国务院国有资产监督管理委员会。
2007年11月，中鐵工決定以「先A後H」的方式將主業整體上市，建立中國中鐵股份有限公司，先在上海以A股上市，後在香港以H股上市，並表明「H股招股價不低於A股招股價」，以解決AH股股價之間差價的問題。它是首隻是以「先A後H」形式上市的國企股股份。A股在2007年12月3日上市，H股在12月7日上市。A股招股價是4.8元人民幣，H股招股價是5.78元港幣。
上市初期，中國中鐵擁有子公司中鐵一局、二局、三局、四局、五局、六局、七局、八局、九局、十局、大桥局、隧道局、中铁宝桥、中铁山桥、中國海外工程有限責任公司、二院、工程設計諮詢集團（以上均為集團公司，下轄若干二級子公司、分公司），以及三院（現名中国铁路设计集团）30%股權等等。而中國中鐵旗下的二級子公司中鐵二局股份有限公司（SSE:600528），早在2001年在上交所上市。
在上市首年，截至2007年12月31日，中國中鐵的總資產為2,152億元人民币，淨資產（不計少數股東權益）為554億元人民币，淨利潤（不計少數股東權益）為32億元人民币，归属于上市公司股东的每股净资产為2.60元人民币。
2008年3月10日起，恒生中國企業指數成份股加入中國中鐵H股。同年，中國中鐵A股成為上证50指数样本股（成份股）。
2008年11月，广东中海工程建设总局由三九企业集团无偿划转中鐵工，其後正式加入中國中鐵。該子公司其後改名中铁港航局。
2009年，中国航空港建设总公司亦由三九集团无偿划转中國中鐵，其後該公司重組改名為中国中铁航空港建设集团，於2017年再改名中铁北京工程局。
2009年，母公司中铁工又轉讓部分中國中鐵持股（4.675億股）予全国社会保障基金。截至2009年12月31日，4.675億股中國中鐵等於2.20%中國中鐵股權，而中铁工當時擁有中國中鐵56.10%股權:13－14。
2010年，中國中鐵又成立中铁上海工程局。
剛果民主共和國曾向中國中鐵批出開礦權，期望換取中國中鐵對剛果民主共和國的基建投資，卻被一間美國基金公司「FG Hemisphere Associates」以債權人身份在香港要求截取中國中鐵投資的1.02億美元作為抵債，剛果民主共和國以「絕對外交豁免權」圖阻基金公司追債，2010年被香港高等法院上訴庭裁定敗訴；剛果民主共和國不服判決，於2011年3月21日要求香港終審法院就外交豁免權提請全國人大釋法。
2014至2015年，中國中鐵發行永續債券，2015年第一期的集資额為40亿元人民币，頭5年票面年利率为5.65%。截至2015年12月31日，中國中鐵的淨資產（不計少數股東權益）為1,305.9亿元人民币，但包含永續債119.4亿元人民币。中國中鐵在該年度一共非公開發行A股120亿元人民币、發行永續債劵90亿元人民币:22，金額超過2014年的發債30億。
2016年，中國中鐵又成立中铁广州工程局，由中铁港航局和深圳中铁观澜投资合併而成。
2017年，中國中鐵借殼中铁二局股份有限公司，將中铁高新工业股份有限公司上市，而原中铁二局股份有限公司經營的業務，改由中國中鐵全資子公司中铁二局工程有限公司擁有，但與中铁二局集团有限公司並不是子母公司關係。
2018年6月，中國中鐵拟進行債轉股，對子公司：二局工程公司、三局公司、五局公司、八局公司引入新股東，例如四大國有金融资产管理公司之中的東方、長城和信達、央企中國國新控股、央企中國誠通控股集團旗下的結構調整基金等，規模達116亿元人民币。但於同年年底，中國中鐵又宣佈發行新股，以每股6.87元人民幣收購前述的少股東股權，變相將子公司的債務轉為中國中鐵的股本。
2018年7月，母公司中鐵工再將部分中國中鐵持股（約4.249億股），无偿划转予央企诚通金控、国新投资。完成交易後中鐵工只持有中國中鐵50.67%股權（A/H股一併計算）。此前（截至2017年12月31日）中鐵工的持股，佔中國中鐵股本約54%:9-11, 53。
2019年6月20日，中國中鐵公布，與匈牙利當地公司組成的聯合體中標匈牙利肖羅克莎爾－克萊比奧鐵路升級採購EPC項目，中標金額約20.79億美元（約143.33億元人民幣），而該集團所屬兩家企業在聯合體中標工程中所佔施工份額為50％，即所佔中標金額約10.4億美元（約71.67億元人民幣），約佔其按中國會計準則下2018年營業收入的0.97％。該集指該項目合同工作包括設計、環評，路基、橋涵、軌道、四電和房建等。項目工期60個月。
2019年11月15日，中國中鐵公布，公司聯同全資子公司中鐵開發投資、中鐵一局、中鐵二局及中鐵隧道局等組成的聯合體中標雲南省滇中引水工程大理I段至楚雄段引入社會資本建設項目和楚雄段至紅河段引入社會資本建設項目兩個項目，工期分別為2,420天及2,405天。中標價共計285.6億人民幣(下同)，約佔公司中國會計準則下2018年營業收入的3.87%。
2019年，中國中鐵旗下的中铁交通出售廣西中鐵交通高速公路管理有限公司51%股權予招商局公路網絡科技控股（簡稱：招商公路）、工銀金融資產投資（簡稱：工銀投資），作價93億元人民幣。

## 子公司
- 中铁一局集团
- 中铁二局建设公司
  - 中铁高新工业 （二局集团為第一大股東、
中國中鐵為第二大股東）
    - 中铁宝桥集团
    - 中铁山桥集团
- 中铁二局工程公司
- 中铁三局集团
- 中铁四局集团
- 中铁五局集团
- 中铁六局集团
- 中铁七局集团
- 中铁八局集团
- 中铁九局集团
- 中铁十局集团
- 中铁大桥局集团
- 中铁隧道局集团
- 中铁电气化局集团
- 中铁武汉电气化局集团
- 中铁建工集团 （舊五院）
- 中铁广州工程局集团 (包含中铁港航局)
- 中铁北京工程局集团 (前稱中国中铁航空港建设集团)
- 中铁上海工程局集团
- 中铁国际集团
- 中铁东方国际集团
- 中铁二院工程集团 （二院）
- 中铁第六勘察设计院集团 （六院）
- 中铁工程设计咨询集团
- 中铁大桥勘测设计院集团 （大桥院）
- 中铁科学研究院
- 中铁华铁工程设计集团
  - 中铁工程设计院
- 中铁交通投资集团
- 中铁建设投资集团
- 中铁投资集团
- 中铁城市发展投资集团
- 中铁文化旅游投资
- 中铁开发投资公司
- 中铁（上海）投资
- 中铁（平潭）投资建设
- 中铁贵阳投资发展
- 中铁置业集团
- 中铁资源集团
- 中铁信托
- 中铁财务
- 中铁物贸集团
- 中铁资本
- 铁工（香港）财资管理
- 中铁广州建设
- 中铁人才交流咨询公司

## 股權投資
- 中国铁路设计集团 (30%；前稱铁三院)